# 1673 en musique classique
| \| • Retour à la chronologie générale de la musique classique • \| |
| Grèce • Rome • Haut Moyen Âge • VIIIe siècle • IXe siècle • Xe siècle • XIe siècle XIIe siècle • XIIIe siècle • XIVe siècle • XVe siècle • XVIe siècle • XVIIe siècle XVIIIe siècle • XIXe siècle • XXe siècle • XXIe siècle |
| • Retour à la chronologie générale de la musique classique • |

| Années en musique classique : 1670 - 1671 - 1672 - 1673 - 1674 - 1675 - 1676    |
| Décennies en musique classique : 1640 - 1650 - 1660 - 1670 - 1680 - 1690 - 1700 |

## Événements
- 27 avril :  Cadmus et Hermione   création de la première tragédie lyrique composée par Jean-Baptiste Lully sur un livret de Philippe Quinault.
- 10 février : première représentation de la comédie-ballet Le Malade imaginaire, de Marc-Antoine Charpentier et Molière.
- Construction d’une salle d’opéra à Préobrajenskoïé, en Russie. Représentation de Ester, sur un livret de Siméon de Polotsk.

## Naissances

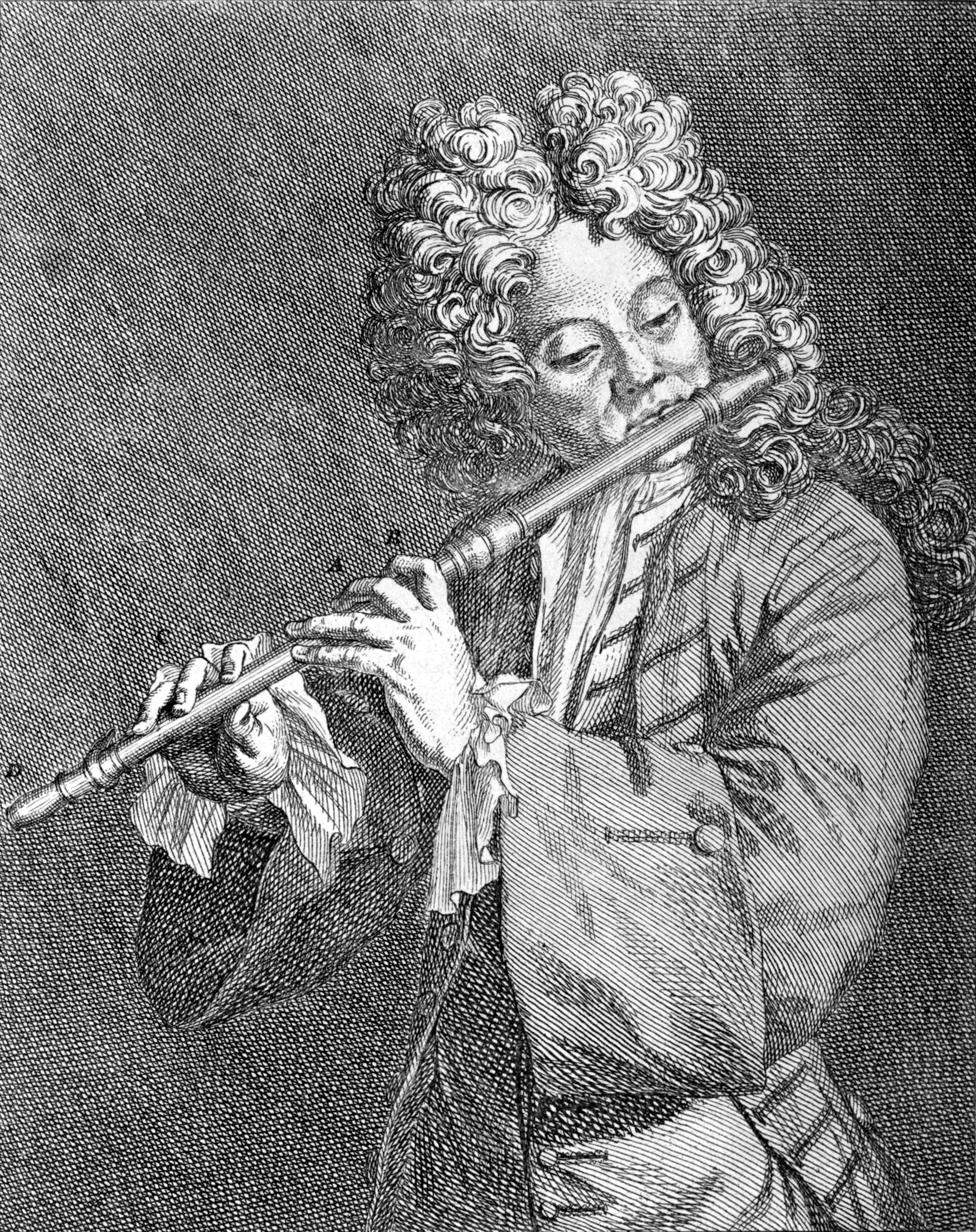
Jacques-Martin Hotteterre

- 1er février : Alessandro Marcello, écrivain, philosophe, compositeur et mathématicien italien († 19 juin 1747).
- 5 avril : Nicolò Grimaldi, castrat italien († 1er janvier 1732).
- 18 juin : Antonio de Literes, compositeur espagnol († 18 janvier 1747).
- 25 juillet : Santiago de Murcia, compositeur et guitariste espagnol († 25 avril 1739).
- 15 octobre : Gottfried Grünewald, chanteur, claveciniste et compositeur allemand († 20 décembre 1739).

Date indéterminée :
- Jacques-Martin Hotteterre, compositeur et flûtiste français († 16 juillet 1763).

## Décès
- 9 juillet : Johann Rudolph Ahle, compositeur allemand, organiste, théoricien et musicien d'église protestant (° 24 décembre 1625).

Date indéterminée :
- Giovanni-Battista Agneletti, compositeur italien (° 1656).